# لينين بوروزو
لينين بوروزو هو لاعب كرة قدم إكوادوري في مركز الوسط، ولد في 17 يوليو 1990 في غواياكيل في الإكوادور. لعب مع إنديبندينتي ديل فال ونادي برشلونة ونادي ديبورتيفو إل ناسيونال.